# Bertha Bagge

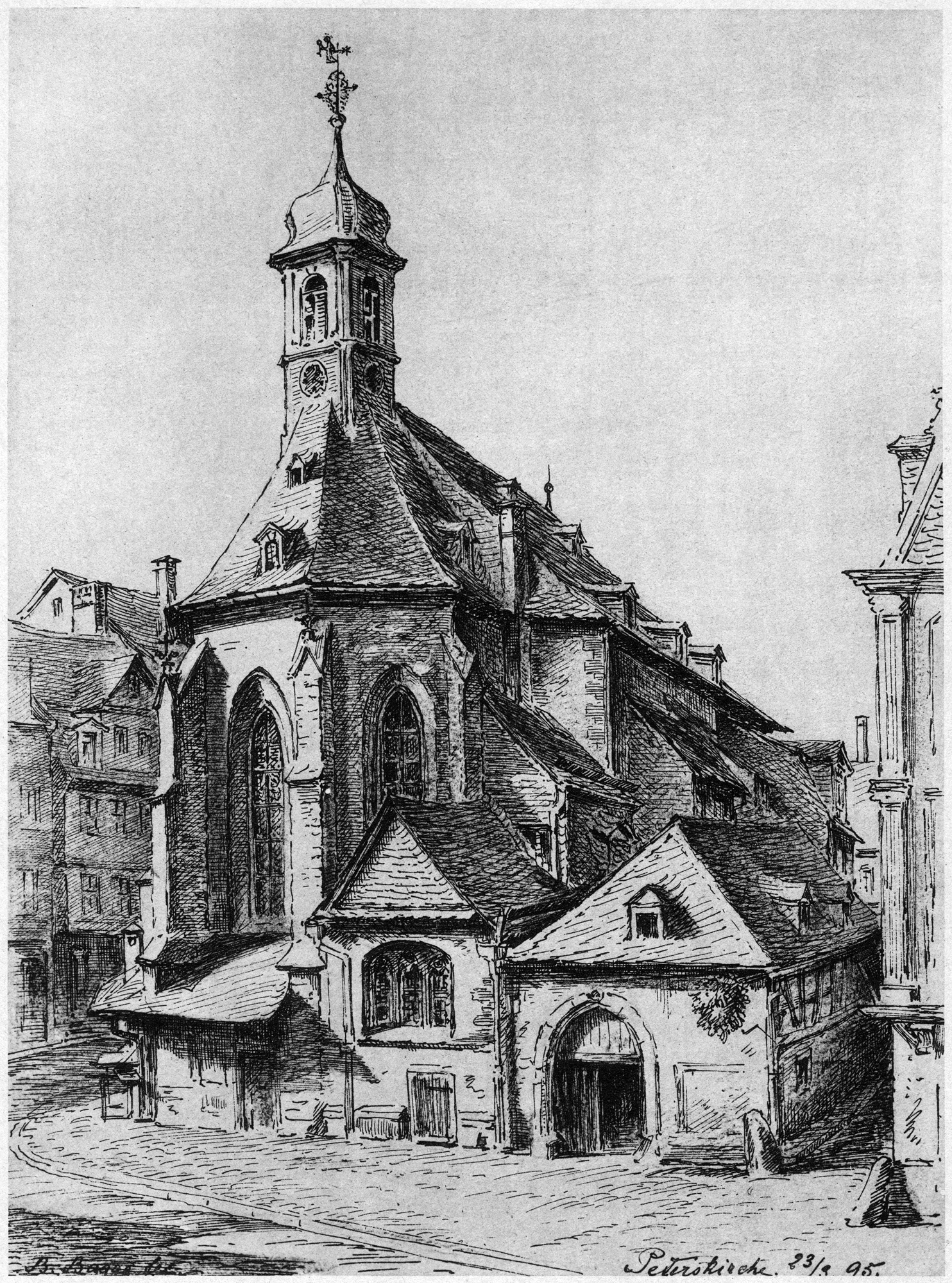
Peterskirche, Ostseite (1895)
(aus: Die alte Peterskirche und ihre Umgebung in Frankfurt a. M.)

Johanna Elisabeth Bertha Bagge (* 5. März 1859 in Frankfurt am Main; † 11. Juli 1939 ebenda) war eine Frankfurter Malerin und Radiererin mit engen Verbindungen zur Kronberger Malerkolonie.

## Leben

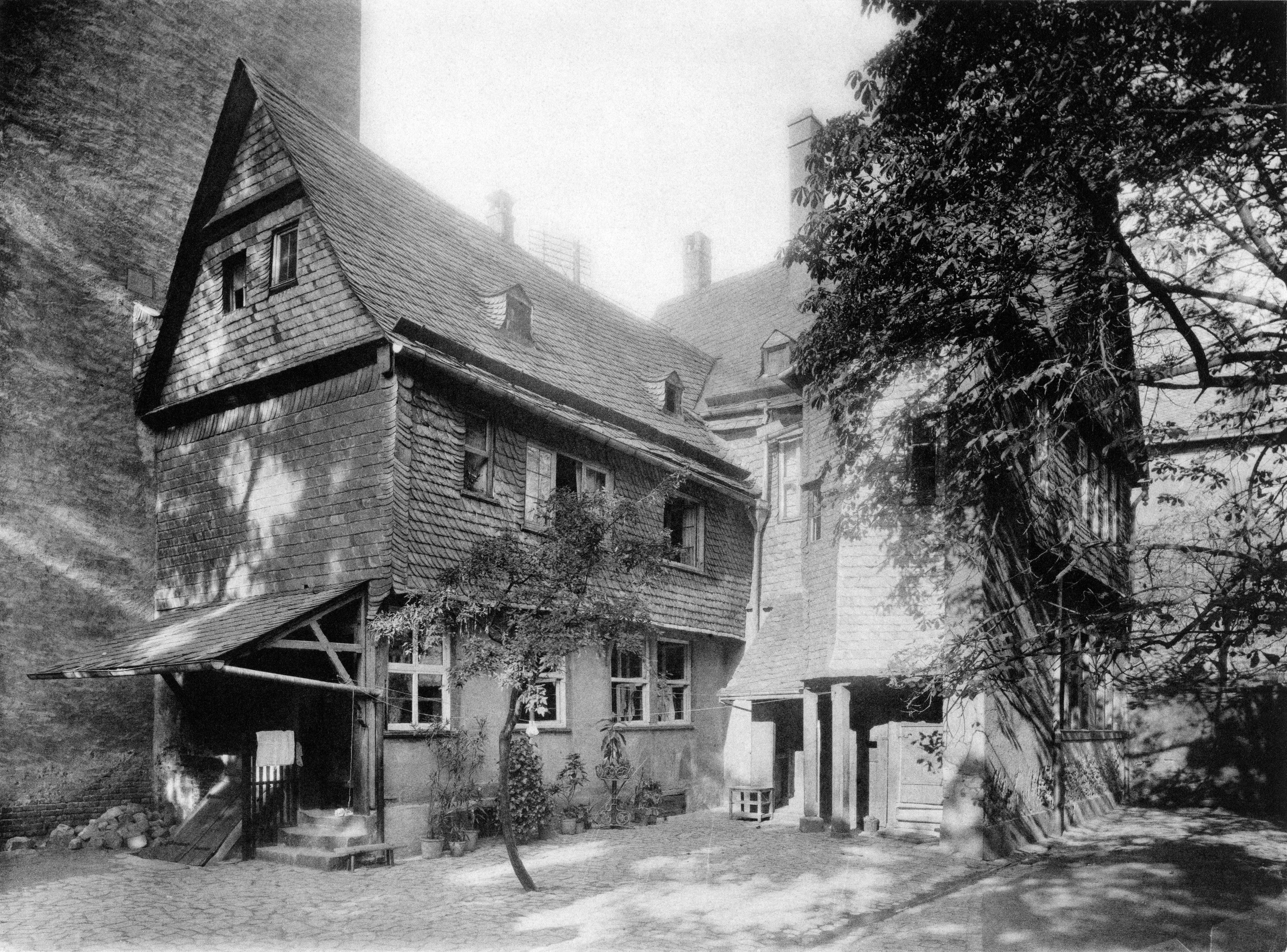
Schäfergasse 27 – das Geburtshaus von Bertha Bagge, um 1899 / vor 1896
(Fotografie von Carl Friedrich Fay)

Über den familiären Hintergrund Bagges ist nur wenig bekannt: ihr Großvater war Direktor der Musterschule, ihr Vater Pfarrer an der Peterskirche in Frankfurt am Main. Das Pfarrhaus in der Schäfergasse war zugleich ihr Geburtshaus und zusammen mit der Kirche wohl auch eine prägende Stätte ihrer Jugend (vgl. Werk).
Von 1884 bis 1886 studierte sie unter Heinrich Hasselhorst an der Städelschule, danach bis 1891 bei Anton Burger. Daran anschließende Studienreisen führten sie nach Italien, Frankreich und Süddeutschland. In München nahm Bagge Unterricht im Radieren bei Peter Halm. Nach den Wanderjahren blieb sie – bedingt durch die Prägung ihrer frühen Lehrmeister – in stetem Kontakt mit der Kronberger Malerkolonie.

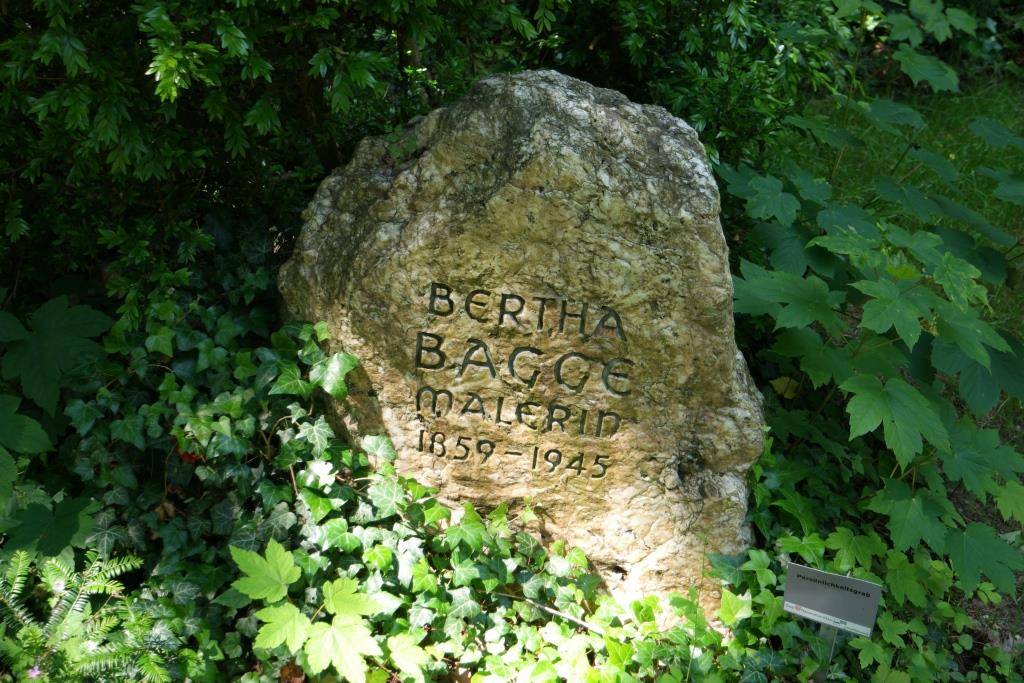
Grab von Bertha Bagge auf dem Frankfurter Hauptfriedhof

Ab 1897 war sie krankheitshalber nur noch eingeschränkt tätig. Bagge verstarb kurz nach ihrem 80. Geburtstag 1939 in Frankfurt am Main, ihr Grab befindet sich auf dem Frankfurter Hauptfriedhof. Der schlichte Grabstein verweist aus unbekannten Gründen abweichend von den literarisch überlieferten Lebensdaten auf das Todesjahr 1945.
Im neuen Frankfurter Stadtteil Riedberg, Quartier Ginsterhöhe Ost ist seit 2006 eine Straße nach Bertha Bagge benannt.

## Werk
Bagges Werkstätigkeit erstreckte sich auf Ölbilder, Aquarelle, Pastelle und vor allem Radierungen, die sich heute größtenteils in Privatbesitz befinden. Da sich die Sujets – ganz in der Tradition der Kronberger Malerkolonie – auf den Großraum des heutigen Rhein-Main-Gebiets erstrecken, dürften auch die heutigen Besitzer vorwiegend in der Region zu suchen sein.

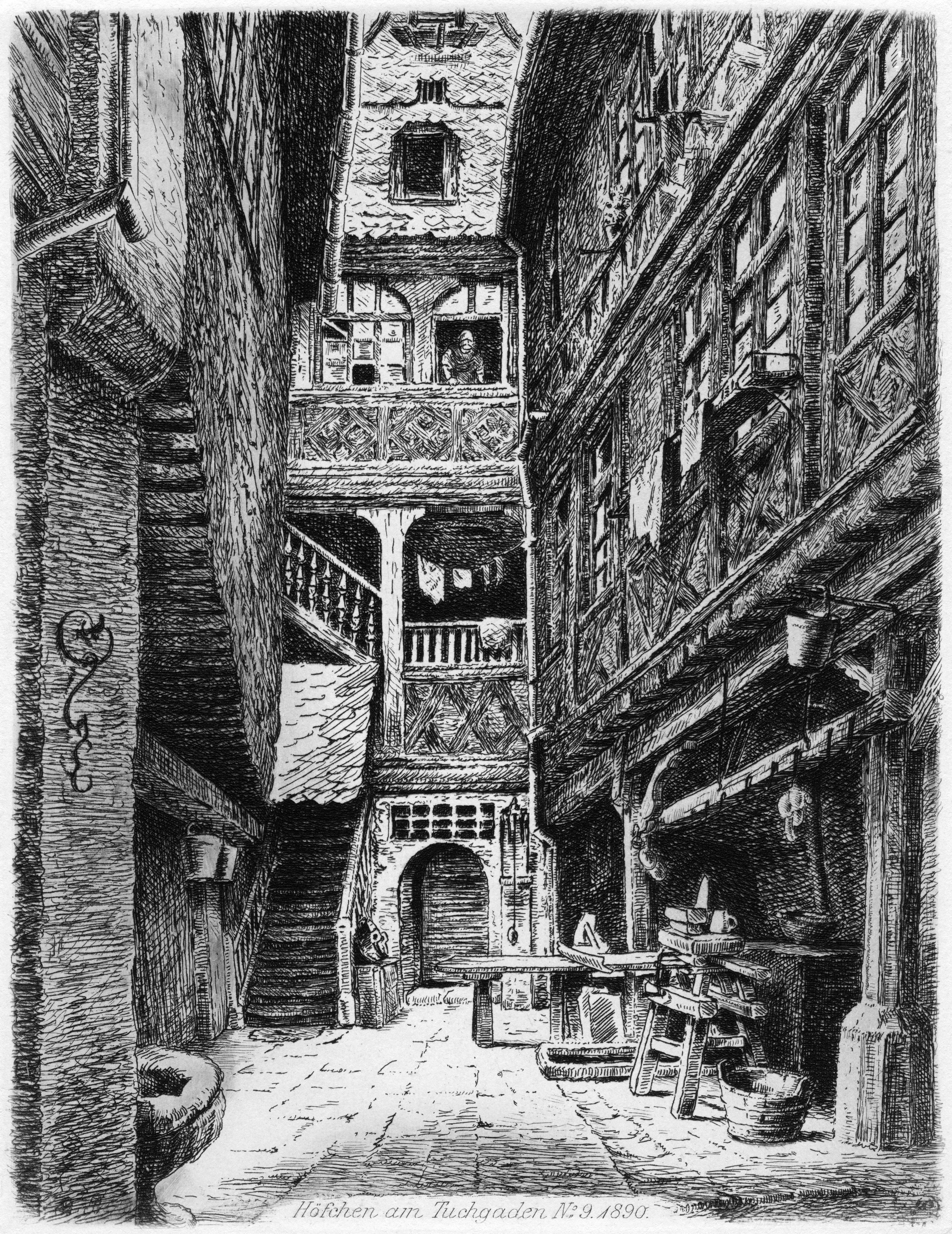
Höfchen am Tuchgaden No. 9 (1890)
(aus: Aus dem alten Frankfurt)

Hauptmotiv ihrer Arbeit waren jedoch Ansichten der Altstadt ihrer Heimatstadt. Als in einer größeren Auflage publiziertes Hauptwerk sind 36 unter dem Titel Aus dem alten Frankfurt veröffentlichte Radierungen anzusehen. Sie erschienen zwischen 1891 und 1896 beim Verlag Reitz & Köhler in Lieferungen von jeweils sechs Blatt und sind heute im Kunsthandel sehr gesucht.

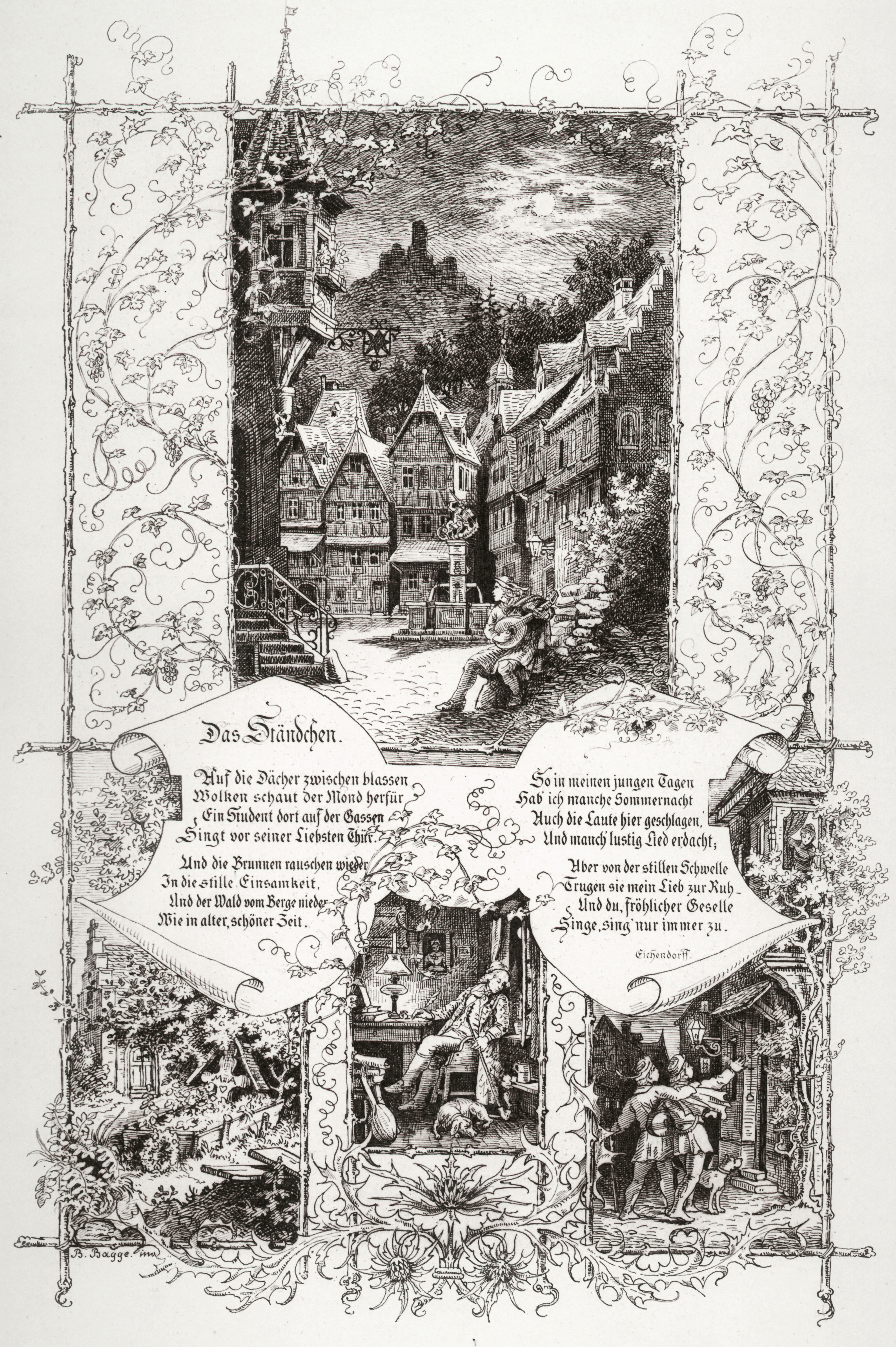
Illustration zu Eichendorff Das Ständchen

Als persönlicher Nachruf auf die alte Peterskirche können 14 Lichtdrucktafeln von Federzeichnungen unter dem Titel Die alte Peterskirche und ihre Umgebung in Frankfurt a. M. betrachtet werden. Der gotische Sakralbau war 1895 bis 1896 mitsamt Bagges Geburtshaus abgerissen und durch einen Neubau an anderer Stelle ersetzt worden. Der Verlag von Carl Friedrich Fay veröffentlichte die Mappe 1895 in einer Auflage von nur 150 Stück.
Ähnlich rar sind 16 Radierungen zu Simon Moritz von Bethmann und seine Vorfahren, die 1898 erschienen. Sie wurden nie im Buchhandel verkauft, die Auflage belief sich auf nur 60 Exemplare, der antiquarische Preis bereits Mitte der 1970er Jahre um 450 Mark. Von ihren übrigen Arbeiten weicht die Mappe Lieder und Bilder in Zeichnungen. Illustrationen zu Gedichten ab, die mit 12 Lichtdrucktafeln von ihren Federzeichnungen 1892 von Amelang in Leipzig veröffentlicht wurde. Illustriert werden Gedichte von Joseph von Eichendorff, Eduard Mörike, Wilhelm Müller, Robert Reinick, Friedrich Rückert und Ludwig Uhland. Da um 1890 auch Müller's Lust und Leid. Gedichte von Wilhelm Müller. Illustrirt von B. Bagge erschienen ist, dürfte sich Bagge zu dieser Zeit als Gedichtillustratorin zu profilieren gesucht haben.
Die in der Literatur stets nur vage genannte gesundheitliche Einschränkung ab 1897 lässt vor dem Hintergrund der in jenem Jahr abreißenden Publikationstätigkeit annehmen, dass ab dato auch keine eigenständigen Werke mehr entstanden sind. Darauf deuten auch die Signaturen der erhaltenen Werke hin.